# Katrin Wühn
Katrin Wühn, née le 19 novembre 1965 à Berlin, est une ancienne athlète est-allemande coureuse de demi-fond.
Le 12 juillet 1984 à Potsdam, elle établit sur 1 000 m un record du monde junior en 2 min 35 s 4 (à égalité avec le temps d'Irina Nikitina réalisé le 5 août 1979). Ce record est toujours valable (état : octobre 2006).

## Palmarès

### Championnats d'Europe d'athlétisme en salle
- Championnats d'Europe d'athlétisme en salle de 1987 à Liévin ( France)
  - 4e sur 1 500 m

### Championnats d'Europe Junior d'athlétisme
- Championnats d'Europe Junior d'athlétisme de 1983 à Schwechat ( Autriche)
  -  Médaille d'or sur 800 m